# Lishenets
A lishenets (russo: лишенец "desprivilegiado"; plural lishentsy, russo : лишенцы) foi uma pessoa "desqualificada" na Rússia Soviética de 1918 a 1936. Tratava-se de um condição jurídica, atribuída por lei, a qual restringia direitos de seu possuidor, tornando-os, em cidadãos de segunda classe.
Era o nome não oficial de um cidadão da República Soviética da Rússia, da URSS, privado do direito de voto em 1918 - 1936 de acordo com as Constituições da República Soviética da Rússi de 1918 e 1925 . A restrição de direitos deveu-se a medidas de divisão social a fim de assegurar o protagonismo da classe trabalhadora e dos antigos “ grupos explorados da população ” na emergente sociedade socialista.

## História
A Constituição de 1918 da República Socialista Federativa Soviética Russa enumerou as categorias de pessoas consideradas "desqualificadas": 
- Pessoas que usaram mão de obra contratada para obter aumento nos lucros;
- Pessoas que têm renda sem fazer qualquer trabalho, como juros de capital, receitas de propriedade, etc.;
- Comerciantes privados, comerciantes e corretores comerciais;
- Monges e clérigos de todas as denominações;
- Pessoas que eram policiais ou oficiais militares antes da Revolução de Outubro;
- Pessoas que tenham sido declaradas dementes ou deficientes mentais, pessoas sob tutela, etc.[1]

O Partido Comunista Russo (bolcheviques) usou essa classificação como meio de repressão contra categorias da população que foram classificadas como "inimigas do povo trabalhador ", primeiro na República Socialista Federativa Soviética da Rússia e depois na União Soviética após sua fundação em 1922.  Uma pessoa considerada lishinets (desqualificada) pelas autoridades soviéticas foi posteriormente destituída de seu direito de voto ou de ser eleita pelos emancipados.
A Constituição soviética de 1924 e os decretos subsequentes detalharam ainda mais essa lista e acrescentaram novas categorias, e ser privado de direitos significava muito mais do que simplesmente ser impedido de votar ou ser eleito. Um lishenets não podia ocupar nenhum cargo governamental, não podia receber educação superior e técnica, não podia ser membro de Colcozes e outros tipos de cooperativas e era privado de vários privilégios e subsídios para emprego, moradia, aposentadoria etc. de um lishenets (desqualificada) poderia ser restaurado por comissões eleitorais locais mediante a prova de engajamento em trabalho produtivo e de lealdade aos sovietes. As autoridades máximas, nesses casos,  eram a Comissão Eleitoral Central e o Presidium do Comitê Executivo Central.
A Constituição soviética de 1936 instituiu o sufrágio universal e a categoria de lishenets foi oficialmente eliminada.

## Medidas de divisão social durante a Guerra Civil
A República Socialista Soviética Russa foi criada como um estado de ditadura do proletariado , trabalhadores e camponeses, e essa ditadura se voltou principalmente contra as antigas " classes exploradoras ". Essa abordagem foi consagrada na legislação : a primeira Constituição soviética, adotada pelo V Congresso dos Sovietes de toda a Rússia em 10 de julho de 1918, limitava os direitos de um círculo de pessoas que “não elegem e não podem ser eleitos” .
Medidas semelhantes foram tomadas por governos brancos (monarquistas) durante a Guerra Civil . Assim, em 11 de abril de 1919, o governo de Kolchak adotou o Regulamento nº 428 “Sobre pessoas perigosas para a ordem do estado por pertencer à rebelião bolchevique ” assinado pelo Ministro da Justiça S. Starynkevich . Previa o exílio por um período de um a cinco anos sem confisco e privação por um determinado período de "direitos políticos" para "pessoas reconhecidas como perigosas para a ordem do Estado devido ao seu envolvimento de alguma forma com a rebelião bolchevique". Sanção , de acordo com a lei, "os estrangeiros - expulsão para o estrangeiro ”, os menores de 17 anos foram colocados “sob a vigilância dos pais”. No caso de "retorno não autorizado" do exílio ou do exterior, a responsabilidade era prevista na forma de trabalhos forçados de 4 a 8 anos.

## Categorias
A Constituição da República Soviética da Rússia de 1918 estabeleceu na Seção IV, Capítulo 13, Artigo 65 que: 
Não elegem e não podem ser eleitos, ainda que pertençam a uma das seguintes categorias:
a) pessoas que recorram a trabalho assalariado com fins lucrativos ;
b) pessoas que vivem de rendimentos não auferidos, tais como: juros sobre o capital, rendimentos de empresas, rendimentos de propriedades , etc.; c) comerciantes privados, comércio e intermediários comerciais ; d) monges e ministros espirituais de igrejas e cultos religiosos; e) funcionários e agentes da antiga polícia, um corpo especial de gendarmes e departamentos de segurança, bem como membros da casa que reinou na Rússia;

f) pessoas reconhecidas de acordo com o procedimento estabelecido como doentes mentais ou insanos, bem como pessoas sob tutela; g) pessoas condenadas por crimes de mercenário e desacreditação pelo prazo estabelecido em lei ou sentença judicial.
A Constituição da RSFSR de 1925 continha uma lista semelhante de pessoas privadas de direito de voto, no art. 69 e concedeu tais direitos aos trabalhadores estrangeiros no art. onze.

## Ordem de fiscalização e execução
A “ordem sobre o procedimento para reeleição de volost e conselhos rurais de deputados”, adotada em conformidade com a decisão do V Congresso Pan-Russo dos Sovietes , previa a publicação de listas de “lishenets”. Em seguida, a ordem foi repetidamente revisada, desde 1921 previa o direito de apelar da decisão da comissão eleitoral no prazo de três dias a partir da data de publicação das listas. Na comissão eleitoral, que compilou esta lista e realmente incluiu o reclamante no número de "lishenets", eles foram obrigados a considerar a reclamação dos "desprivilegiados" dentro de um dia e enviá-la a uma autoridade superior com sua própria conclusão.
A instrução de 1921 estipulava especificamente a proibição de participação em eleições para os Guardas Brancos e pessoas que participaram de várias " formações contra-revolucionárias " e levantes contra o regime soviético, "funcionários, agentes e chefes da antiga polícia , gendarmeria , segurança departamento e órgãos punitivos como sob o sistema czarista, e igualmente no território ocupado por governos contra-revolucionários”.
Ao realizar reuniões eleitorais, o presidente era obrigado a anunciar a lista de pessoas que não tinham o direito de participar nas eleições.
A instrução do Comitê Executivo Central de toda a Rússia “Sobre as eleições dos sovietes urbanos e rurais e sobre a convocação dos congressos dos sovietes” datada de 13 de outubro de 1925, encarregou a compilação, consideração e verificação, bem como a publicação de uma lista de pessoas privadas de direito de voto, às comissões eleitorais locais. Afirmou-se especificamente que os “kulaks ”, ou seja, “as pessoas que utilizam mão-de-obra assalariada na agricultura , não são privados do direito de voto , se isso não implicar a expansão da economia para além do âmbito do trabalho”. “A principal característica da economia do trabalho neste caso é a natureza auxiliar do trabalho contratado e a participação obrigatória no trabalho diário na economia de seus membros válidos disponíveis” . Não deveria ter sido excluído da eleição artesãos e artífices, donos e arrendatários de engenhos, maquinário agrícola complexo, ainda que haja um trabalhador contratado ou dois aprendizes (aprendiz) na fazenda, se os donos dessas oficinas e fazendas “participarem pessoalmente dos trabalhos”.
Um ano depois, o artigo 15 das "Instruções sobre a Eleição dos Sovietes Urbanos e Rurais e sobre a Convocação do Congresso dos Sovietes" datado de 26 de novembro de 1926, os kulaks já estavam cassados como "exploradores da força de trabalho": 
1. “agricultores que utilizam mão-de-obra assalariada, que, juntamente com as explorações agrícolas, tenham estabelecimentos pesqueiros e industriais próprios ou arrendados e empresas que utilizem mão-de-obra permanente ou sazonal assalariada, que se dediquem à compra e revenda juntamente com a exploração agrícola".
2. "pessoas que escravizam a população circundante , fornecendo sistematicamente o uso de suas máquinas agrícolas."[4]

Os “lishenets” e membros de sua família não eram aceitos na fazenda coletiva , não podiam se tornar membros da cooperativa e sofriam tributação diversa pelo Estado Soviético.
A ordem sobre as eleições também estabeleceu o procedimento para a restauração dos direitos de voto "desde que essas pessoas estejam atualmente engajadas em trabalho produtivo e socialmente útil e tenham provado lealdade ao governo soviético". Os cassados tiveram a oportunidade de recorrer da decisão das comissões eleitorais no prazo de uma semana a partir da data de publicação ou conhecimento da lista de cassados.

## Número
De acordo com os resultados do Censo de toda a União de 1926, a população da URSS era de 147.027.915 pessoas. Havia 1.040.894 pessoas privadas do direito de voto no país (1,63% do total de eleitores) e 43,3% deles eram comerciantes e intermediários. Em seguida, seguiram-se os clérigos e monges  - 15,2%; vivendo de rendimentos não auferidos  - 13,8%; ex- oficiais czaristas e outras patentes - 9%. Os familiares adultos (maiores de 18 anos) dos despossuídos também não tiveram direito a voto. Esses foram 6,4%. Em 1929, a partir de 1929, havia cerca de 2 milhões de pessoas desapropriadas (com 3.716.855 familiares dependentes de pessoas desapropriadas), incluindo: 
- Comerciantes e intermediários - 802.063;
- Empregados de mão de obra assalariada - 324.057;
- Clero - 282.835;
- Viver de rendimentos não auferidos - 256.624;
- Ex-funcionários, policiais e outros - 200.417;
- Condenado pelo tribunal - 140.909.[5]

## Desqualificação
Na verdade, as restrições aos direitos diziam respeito não apenas ao direito de eleger e ser eleito. Os lishenets  não podiam receber educação superior, muitas vezes sendo efetivamente privados do direito de residir em Moscou e Leningrado, bem como de retornar ao local onde foram presos. A última medida era impedir a formação de grupos, partidos , organizações etc. antissoviéticos . A privação de direitos dizia respeito não apenas aos próprios despossuídos, mas também aos membros de suas famílias que deles dependiam.
Os lishenets não tiveram a oportunidade de “exercer cargos de responsabilidade , bem como ser assessor no tribunal popular, defensor no tribunal, fiador , tutor”. Eles não eram elegíveis para receber pensões e benefícios de desemprego . Ao se candidatar a um emprego, o "desprivilegiado" recebia o menor salário. Eles não tinham permissão para ingressar em sindicatos , ao mesmo tempo, membros não sindicalizados não eram permitidos na liderança de empresas e organizações industriais. Os lishenets  não recebiam cartões de alimentação , introduzidos em 1928 em conexão com a greve dos grãos, ou foram emitidos na categoria mais baixa. Pelo contrário, os impostos e outros pagamentos para os "privados" eram significativamente mais elevados do que para os outros cidadãos  . Por exemplo, a taxa de emissão de passaporte para trabalhadores e camponeses era de 25 copeques e para "lishenets" - 5 rublos.
Em 1929 foi lançada uma ofensiva contra os elementos "não trabalhistas" na questão habitacional. Os decretos do Comitê Executivo Central de toda a Rússia e do Conselho de Comissários do Povo do RSFSR nº 175 “Sobre a restrição da residência de pessoas de categorias não trabalhadoras em residências municipalizadas e nacionalizadas” permitiram “expulsar administrativamente ex-proprietários e pessoas cuja fonte de subsistência é comércio , suprimentos, intermediário, corretagem, câmbio , etc. operações, bem como o domínio do capital monetário ou títulos com juros ".
Era extremamente difícil para os filhos dos "lishenets" receber uma educação acima do nível primário. Ou seja, não era formalmente proibido estudar em escolas e até em universidades, mas ao mesmo tempo afirmava-se que não havia vagas suficientes para todos e, portanto, o governo soviético daria antes de tudo a oportunidade de educação para o filhos de trabalhadores e filhos de exploradores - em último lugar. Em vez de serem convocados para o exército, os filhos dos desvalidos eram inscritos na chamada " milícia de retaguarda ". Porém, na década de 1930, o serviço militar possibilitou o restabelecimento de seus direitos após a desmobilização.
A Constituição de 1937 da RSFSR concedeu o direito de voto a toda a população. Nos questionários soviéticos preenchidos ao se candidatar a um emprego, constava o item “ foram privados do direito de voto, quando e para quê ”, pois até 1º de janeiro de 1961, a alínea “d” do art. 20 do Código Penal da RSFSR de 1926 e artigos similares do Código Penal das Repúblicas da União, que estabeleceu que a derrota de direitos civis políticos e individuais pode ser aplicada pelos tribunais como medida de proteção social em relação aos criminosos.